# Beusac
Beauzac és un municipi francès, situat a la regió d'Alvèrnia-Roine-Alps, al departament de l'Alt Loira. En el poble hi ha la fàbrica del formatge Saint Agur Blue.